# زندگی در مریخ (ترانه)
«زندگی در مریخ؟» (انگلیسی: Life on Mars?) ترانه‌ای از خواننده-ترانه‌سرای انگلستانی دیوید بویی است که ابتدا در آلبوم رضایتمندانه (۱۹۷۱) منتشر شد. در ۱۹۶۸ به بویی سفارش شد که متن انگلیسی ترانه‌ای فرانسوی‌زبان از کلود فرانسوا را بنویسد. پس از اینکه متن او پذیرفته نشد، پل آنکا آن را در ترانهٔ «به روش خودم» بازنویسی کرد که در ۱۹۶۹ توسط فرانک سیناترا خوانده شد به شهرت رسید. بویی از موفقیت «به روش خودم» آزرده‌خاطر بود و از این ترانه به‌عنوان الگو استفاده کرد و «زندگی در مریخ؟» را به عنوان نقیضه‌ای از ضبط سیناترا نوشت. مانند دیگر ترانه‌های بویی در آن زمان، این ترانه عمدتاً روی پیانو نوشته شد. «زندگی در مریخ؟» در آخرین روز جلسات آلبوم رضایتمندانه ضبط شد. تهیه‌کنندگی این ترانه بر عهدهٔ بویی و کن اسکات بوده‌است.
از لحاظ موسیقایی، «زندگی در مریخ؟» یک «بالاد فزاینده و سینمایی» توصیف شده‌است. ژانر آن در درجه اول گلم راک است که در خود عناصری از سبک کاباره و آرت راک دارد. این ترانه ساختار پیچیده‌ای دارد و در سرتاسر آن حاوی تغییرات آکورد متفاوتی است. سازهای موسیقی هم سو در کنار یکدیگر با آواز بویی اجرا می‌شود و در طول زمان اجرا به تدریج در حال رشد است. متن این ترانه دختری را توصیف می‌کند که برای فرار از واقعیت به سینما می‌رود و در آن از تصاویر فراواقعی متعددی به کار برده می‌شود. این ترانه از لحاظ موضوغ خوش‌بینی و اثرات هالیوود را بازتاب می‌کند. علی‌رغم عنوان آن، این ترانه هیچ ارتباطی با خود مریخ ندارد؛ در عوض به یک جنون و هیجان رسانه‌ای آن زمان بین ایالات متحده و اتحاد جماهیر شوروی اشاره می‌کند.
آرسی‌ای رکوردز در اوج شهرت بویی به عنوان زیگی استارداست «زندگی در مریخ؟» را در ۲۲ ژوئن ۱۹۷۳ به عنوان تک‌آهنگ منتشر کرد. این ترانه به رتبهٔ سوم جدول تک‌آهنگ‌های بریتانیا رسید و سیزده هفته در جدول ماند. این تک‌آهنگ همراه با ویدیوی تبلیغاتی که توسط عکاس میک راک گرفته شده بود، تبلیغ شد که در آن بویی آرایش‌شده با کت و شلوار فیروزه‌ای این ترانه را در پس‌زمینه‌ای سفید اجرا می‌کرد. بویی این ترانه را در طول فعالیت حرفه‌ای خود به‌طور مکرر در کنسرت‌ها اجرا می‌کرد و اجرای آن در چندین آلبوم زنده قرار داده شده‌است.
«زندگی در مریخ؟» از سوی زندگی‌نامه‌نویسان و منتقدان به عنوان یکی از بهترین ترانه‌های بویی به‌شمار می‌رود و بسیاری آن را یک شاهکار توصیف کرده‌اند. همچنین از عملکرد آواز و رشد بویی به عنوان یک ترانه‌سرا ستایش شده‌است. چند نشریه نیز آن را یکی از بهترین ترانه‌های تمام ادوار می‌دانند. در سال ۲۰۱۵، نیل مک‌کورمیک ، منتقد روزنامهٔ دیلی تلگراف، نام این ترانه را در رتبهٔ اول فهرست «۱۰۰ ترانه برتر همه زمان‌ها» قرار داد. در سال ۲۰۱۶، پیچفورک آن را بهترین ترانه دههٔ ۱۹۷۰ نامید. این ترانه نام مجموعهٔ تلویزیونی بریتانیایی زندگی در مریخ شد و در فیلم‌ها و برنامه‌های تلویزیونی دیگر نیز به نمایش درآمد. خوانندگانی از جمله باربارا استرایسند، ترنت رزنر از ناین اینچ نیلز و آتیکوس راس این ترانه را بازخوانی کرده‌اند. این ترانه پس از مرگ بویی در سال ۲۰۱۶ در جدول‌های فروش جهانی قرار گرفت و به ترانه‌ای برای ادای احترام به این هنرمند تبدیل شد. ادای احترام نیکلاس فریستون و لرد توجه گسترده‌ای را به خود جلب کرد. بازخوانی لرد به صورت گسترده‌ای یکی از بهترین اجراهای ادای احترام به این هنرمند شناخته شد. بویی نیز پیش‌تر لرد را «آینده موسیقی» یاد کرده بود. نسخه بازخوانی‌شده این ترانه توسط یانگ‌بلاد در لحظه فرود آمدن مریخ‌نورد استقامت ناسا بر سطح مریخ پخش شد.